# Clarington (Ohio)
Clarington – wieś w USA, znajduje się we wschodniej części stanu Ohio, w hrabstwie Monroe.
Liczba mieszkańców w 2000 roku wynosiła 444.